# Skarbonka (film)
Skarbonka (ang. The Money Pit) – amerykański film komediowy z 1986 roku w reżyserii Richarda Benjamina, z Tomem Hanksem i Shelley Long w rolach głównych.

## Fabuła
Akcja filmu rozgrywa się w Stanach Zjednoczonych w czasach współczesnych. Walter i Anna zostają zmuszeni sytuacją do kupna nowego domu na prowincji. Na pierwszy rzut oka nowe lokum nie wydaje się wymagać żadnych remontów. Para odkrywa stopniowo, że kupno domostwa było niezłą wpadką.

## Obsada
W filmie wystąpili, m.in.ː
- Tom Hanks jako Walter Fielding
- Shelley Long jako Anna Crowley
- Alexander Godunov jako Max Beissart
- Maureen Stapleton jako Estelle
- Joe Mantegna jako Art Shirk
- Philip Bosco jako Curly
- Josh Mostel jako Jack Schnittman
- Yakov Smirnoff jako Shatov
- Brian Backer jako Ethan
- Jake Steinfeld jako Duke
- Mike Starr jako Lenny
- Frankie Faison jako James
- John van Dreelen jako Carlos
- Wendell Pierce jako sanitariusz